# أوسكار بلفيلد
أوسكار بلفيلد (بالإنجليزية: Oscar Bellfield)‏ مواليد 11 يناير 1990 في لوس أنجلوس، هو لاعب كرة سلة أمريكي. بدأ مسيرته الاحترافية في سنة 2012. يلعب في الدوري الأيسلندي لكرة السلة كلاعب هجوم خلفي. يحمل الرقم 7. يبلغ طوله 6 قدم 2 بوصة (1.9 م). لعب مع إري بايهوكس في دوري الرابطة الوطنية لفئة التطوير.